# 西島 (科科斯群島)
西島是澳大利亞联邦領地科科斯群島的島嶼，也是其首府，位於印度洋海域，距離該國大陸2,100公里，面積6.2平方公里，島上有141名居民，約六成居民信奉伊斯蘭教。科科斯機場位于此处。

## 外部連結
- Cocos tourism

12°11′13″S 96°49′42″E / 12.18694°S 96.82833°E